# Abbaye des dames de Battant (Besançon)
L’abbaye des dames de Battant est un ancien couvent féminin de l'ordre de Citeaux fondé en 1226 dans un faubourg de Besançon avant d'être déplacé en 1595 en centre-ville.

## Localisation
L’abbaye est construite à l'origine sur la rive droite du Doubs au nord de la Boucle qui ceinture le centre historique de Besançon. À partir de 1595 les religieuses sont relogées intra-muros en divers lieux successifs puis dans la rue des Granges au début du XVIIIe siècle.

## Histoire

### Fondation
Une abbaye féminine de l'ordre de Citeaux est fondée en 1226 dans le village de Battant qui se trouvait alors hors-les-murs de la ville actuelle. Ce village était lui-même fortifié et ceint de remparts dès le XIIe siècle alors que le pont romain de Battant constituait le seul accès de Besançon avec la rive droite du Doubs depuis l'Antiquité. Les familles de vignerons y représentaient plus de la moitié de la population locale, faisant de la viticulture l'activité principale de la région.

### Déplacement intra-muros
Devant les menaces liées aux guerres de Religion et aux conflits entre la France et le Saint-Empire le monastère est démantelé en 1595 et les religieuses relogées intra-muros en divers lieux successifs avant sa réimplantation dans la rue des Granges au début du XVIIIe siècle. La chapelle du couvent est construite sur les plans de dom Perrod, abbé général des cisterciens entre 1714 et 1720 au 59 de ladite rue.
À la Révolution française, l'abbaye est pillée et saisie. Le culte n'est plus depuis cette époque pratiqué dans sa chapelle qui a connu divers réemplois : cinéma lors de son inscription elle accueille une librairie depuis novembre 2015.

## Architecture et description
L’église désaffectée des Dames de Battant est l'ancienne chapelle du dernier couvent. Inscrite au titre des monuments historiques depuis le 18 février 1942 elle en reste le principal témoin.